# Consell general del Puèi Domat
El Consell General del Puèi Domat (en occità Conselh Generau dau Puèi Domat) és l'assemblea deliberant executiva del departament francès del Puèi Domat, a la regió d'Alvèrnia-Roine-Alps.
La seu es troba a Clarmont d'Alvèrnia i des de 2004 el president és Jean-Yves Gouttebel (Divers gauche).

## Antics presidents
- Pierre-Joël Bonté (1998-2004)
- Jean-Yves Gouttebel (2004-)

## Composició
El març de 2008 el Consell General del Puèi Domat era constituït per 61 elegits pels 61 cantons del Puèi Domat.
| Partit                        | Sigles | Electes |
| ----------------------------- | ------ | ------- |
| Grup d'Esquerres (49 escons)  |        |         |
| Partit Socialista             | PS     | 25      |
| Divers Gauche                 | DVG    | 17      |
| Partit Comunista              | PCF    | 3       |
| Partit d'Esquerra             | PG     | 3       |
| Moviment Republicà i Ciutadà  | MRC    | 1       |
| Grup de dretes (12 escons)    |        |         |
| Unió dels Republicans         | UR     | 11      |
| Sense adscripció              | SE     | 1       |
| President del Consell General |        |         |
| Jean-Yves Gouttebel (DVD)     |        |         |